# Карпинское
Карпинское (до 1938 — Осценинген (нем. Oszeningken), до 1950 — Пфальцроде (нем. Pfalzrode)) — посёлок в Нестеровском муниципальном округе Калининградской области.

## География
Находится в юго-восточной части Калининградской области, в зоне хвойно-широколиственных лесов, в пределах Виштынецкой возвышенности, у северной окраины лесного массива Роминтенская пуща, на берегах реки Русской, на расстоянии примерно 20 километров (по прямой) к юго-западу от города Нестерова, административного центра района. Абсолютная высота — 125 метров над уровнем моря.

### Часовой пояс
Посёлок Карпинское как и вся Калининградская область, находится в часовой зоне МСК−1. Смещение применяемого времени относительно UTC составляет +2:00.

## История
До 1936 года носил название Осценинген (нем. Oszeningken). В период с 1936 по 1938 годы назывался Ошенинген (нем. Oscheningken), с 1938 по 1950 годы — Пфальцроде (нем. Pfalzrode). В период с 2008 по 2018 годы Карпинское входило в состав Чистопрудненского сельского поселения Нестеровского района, с 2018 по 2022 годы — в состав Нестеровского городского округа.

## Население
| 1910 | 1933 | 1939 | 2002 | 2010 |
| ---- | ---- | ---- | ---- | ---- |
| 120  | ↘111 | ↘107 | ↘6   | ↘3   |

### Национальный состав
Согласно результатам переписи 2002 года, в национальной структуре населения русские составляли 50 %, литовцы — 50 %.